# Bugojno
Bugojno (srbskou cyrilicí Бугојно, dříve německy Wugein[zdroj?]) je město ve střední Bosně a Hercegovině, ve Středobosenském kantonu bosensko-chorvatské Federace Bosny a Hercegoviny. Žije zde 31 000 obyvatel. 
Bugojno leží 80 km severozápadně od Sarajeva, na soutoku řek Vrbas a Vesočnica, v dlouhém a širokém údolí řeky Vrbasu, mezi řekami Gornji Vakuf a Donji Vakuf. V okolí města se nachází vrcholky s nadmořskou výškou okolo 1500 m n. m., např. Stožer, Kalina nebo Rudina.

## Historie
Během rakousko-uherské okupace Bosny a Hercegoviny byla do Bugojna zavedena odbočka Bosenské dráhy z města Jajce. Plán modernizace a přerozchodování trati na rozchod kolejí 1435 mm nakonec přerušila první světová válka.[zdroj?] Trať byla později zrušena a dnes do Bugojna vlaky nejezdí.
Kromě toho zde byly v této době také postaveny rovněž i tři kostely: Kostel sv. Antonína Paduánského, kostel sv. Eliáše proroka a kostel přečistého srdce Panny Marie. V roce 1897 zde žilo národnostně i nábožensky smíšené obyvatelstvo, silnější postavení měli muslimové a katolíci oproti pravoslavným. Rakousko-Uhersko také učinilo z Bugojna regionální centrum (tzv. kotaru) a dále zavedlo veřejné osvětlení v podobě petrolejových lamp, které zde byly provozovány až do roku 1938.
V dobách druhé světové války bylo město součástí nezávislého státu Chorvatsko. Po skončení války a vzniku socialistické Jugoslávie bylo Bugojno oblíbeným místem pro odpočinek a výlety tehdejší hlavy státu, Josipa Broze Tita. Ten zde měl také svoji vilu (navrženou architektem Zlatkem Ugljenem). Její součástí byl rovněž i tajný bunkr pro případ válečného konfliktu.
V dobách socialistické Jugoslávie to bylo jedno z významných center bosenského průmyslu. Zastoupeny byly např. kovoobrábění, elektronika, zpracování kůže, textilní průmysl aj. V roce 1981 HDP na obyvatele obce dosahoval 98 % průměru celé tehdejší Jugoslávie. Většinu podniků však zničila válka v letech 1992–1995. Těsně před válkou dokončená nemocnice byla zničena během konfliktu a její torzo je dobře viditelné z města dodnes. Jeden místní průmyslový závod byl také na konci války přebudován jako základna pro vrtulníky mise SFOR.
Dnes je Bugojno i nadále multietnickým městem, po válce se sem někteří uprchlíci vrátili; jiní ale zůstali v západní Evropě, neboť se životní úroveň v regionu značně snížila. Poválečná obnova byla rovněž nesnadná. Většinově je zastoupeno bosňácké etnikum, před válkou činilo ale jen třetinu obyvatel; žilo zde i více Srbů a Chorvatů. 

## Pamětihodnosti
Celkem šest objektů na území općiny Bugojno má status kulturní památky (bosensky narodni spomenik).
Navštěvována je také lokalita Rostovo, kde se nachází historická vesnice a také resort pro zimní sporty. 
V Bugojnu se nachází mešita Sultána Ahmeda z roku 1693. 
Místní budova štřední školy vznikla během rakousko-uherské nadvlády v pseudomaurském stylu.

## Fotogalerie

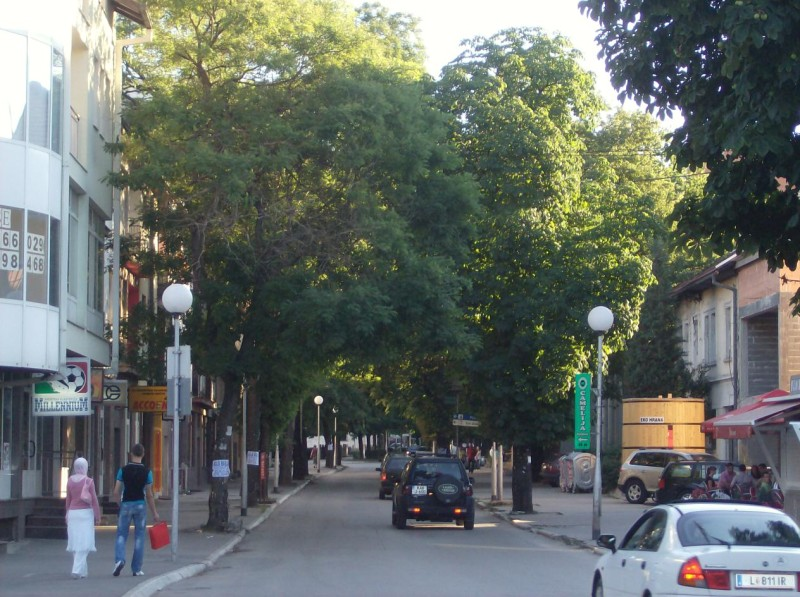
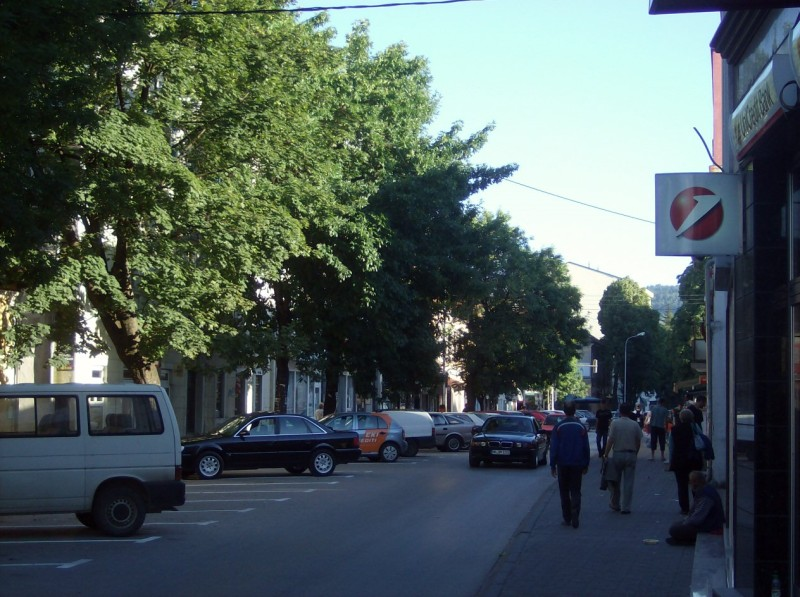
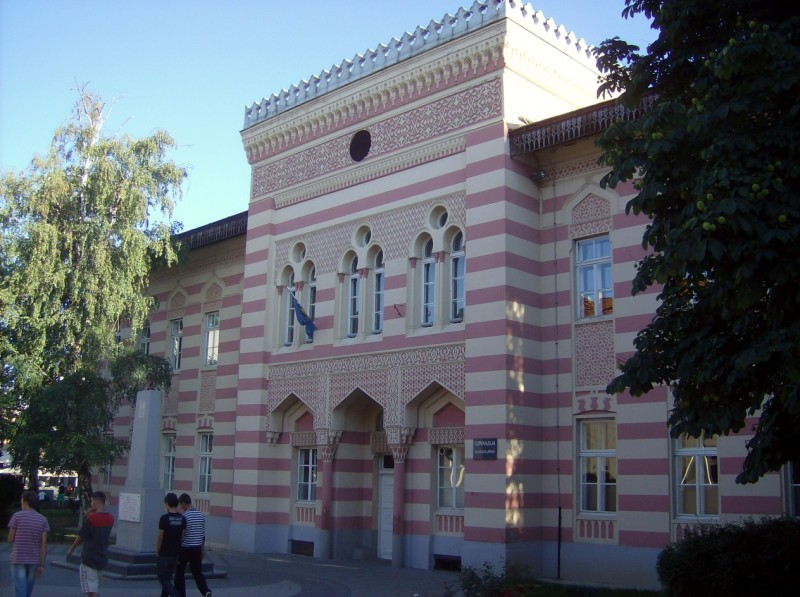
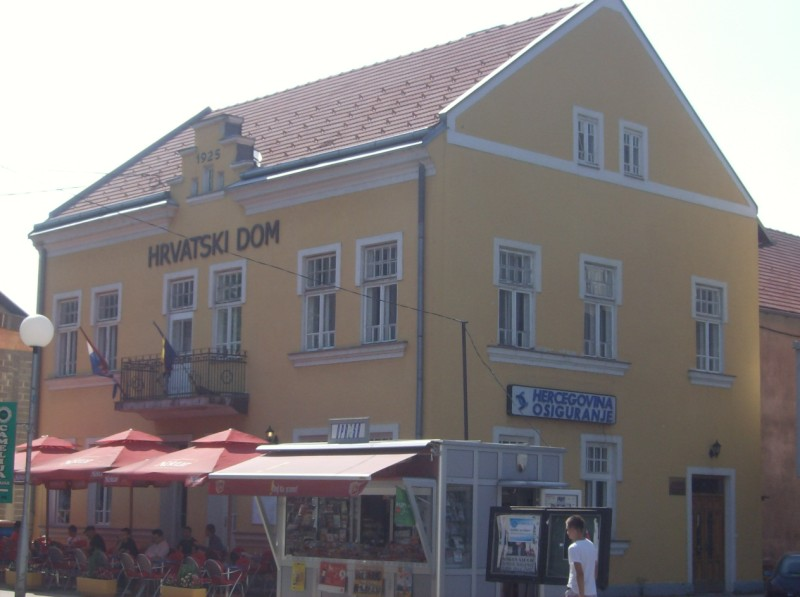
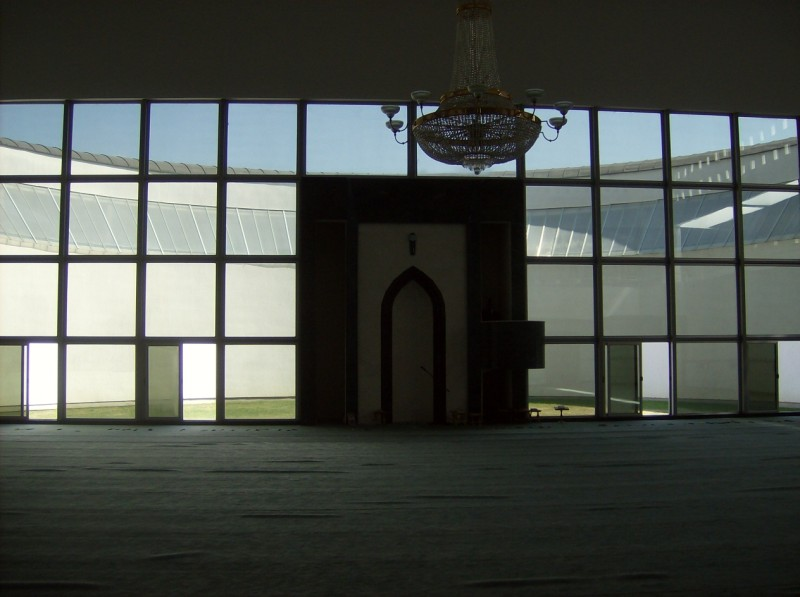
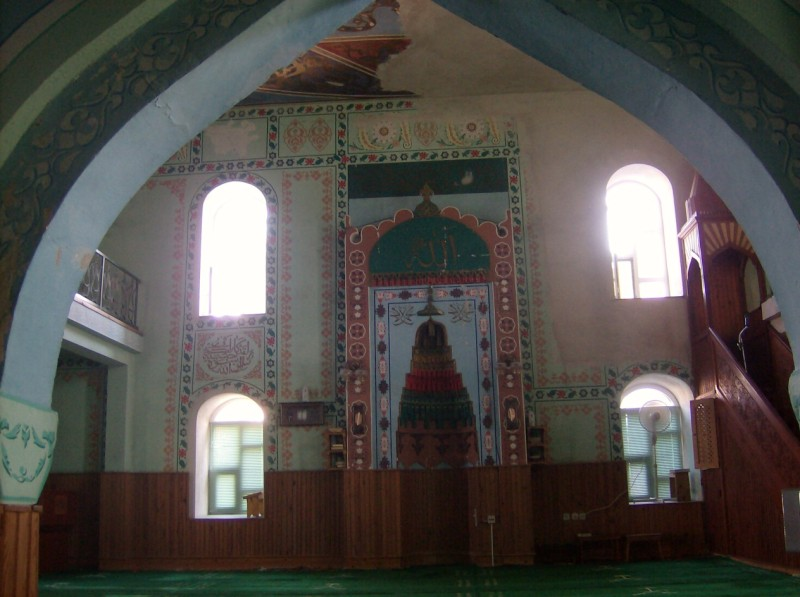
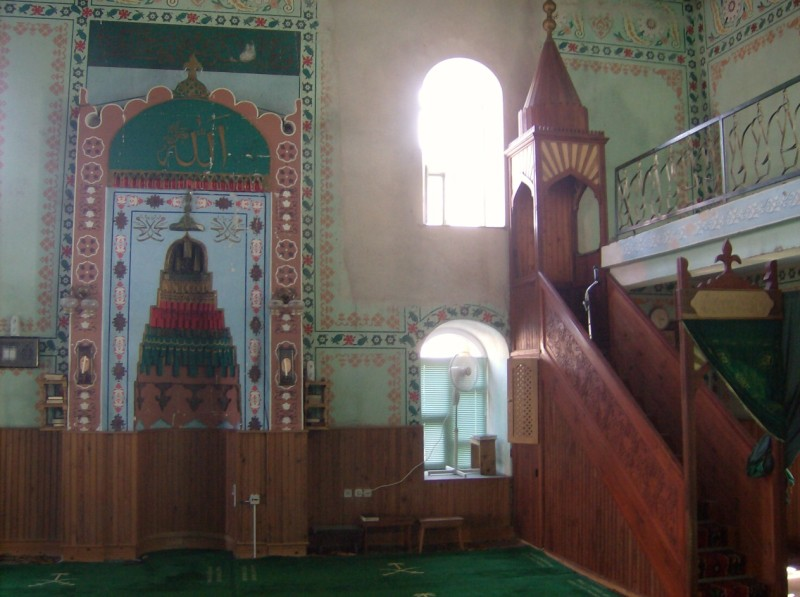
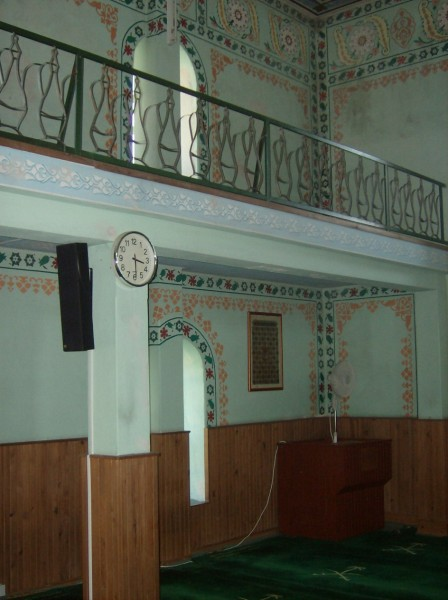
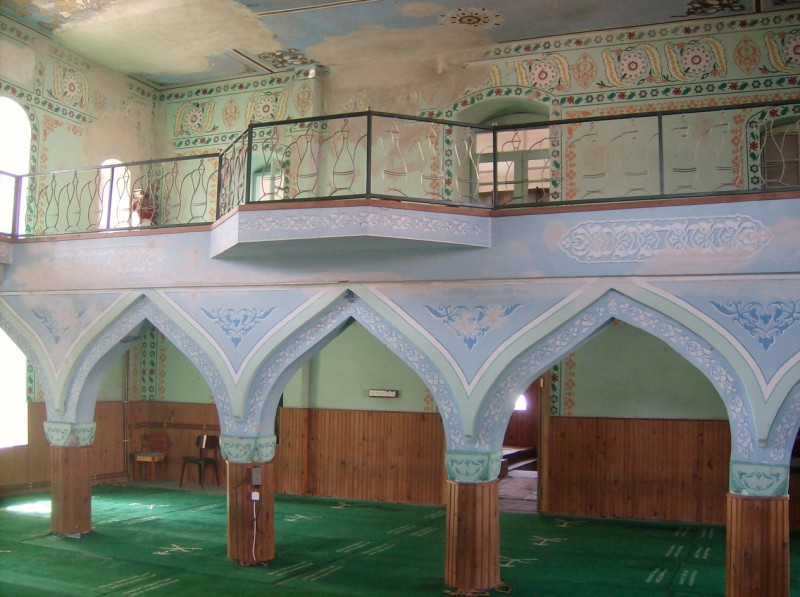
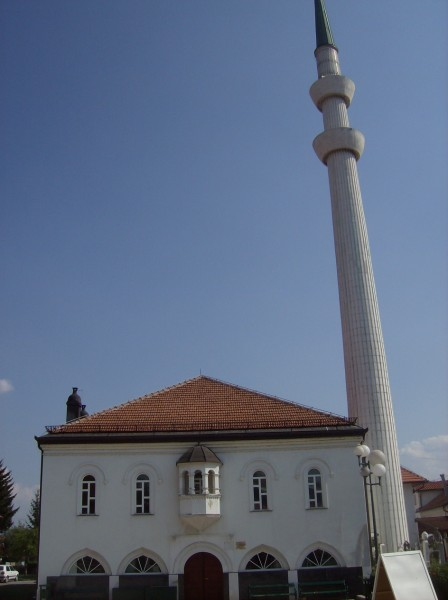
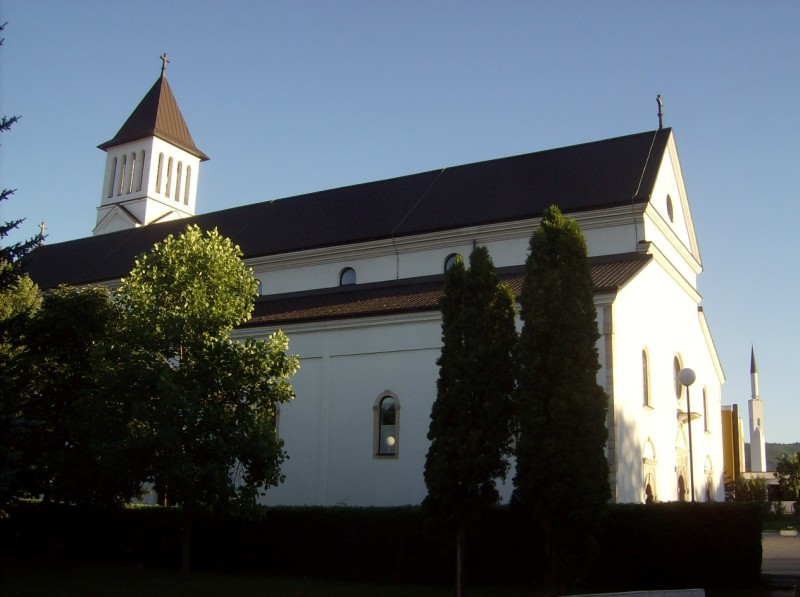
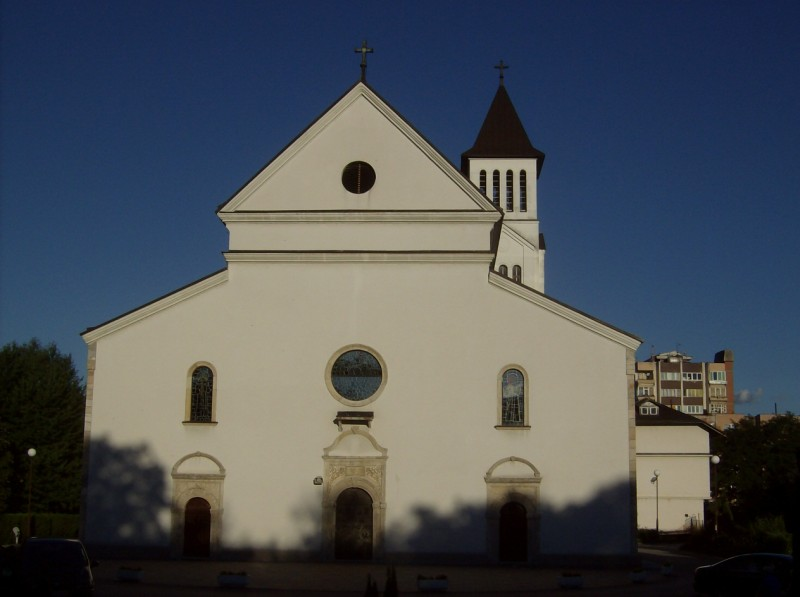
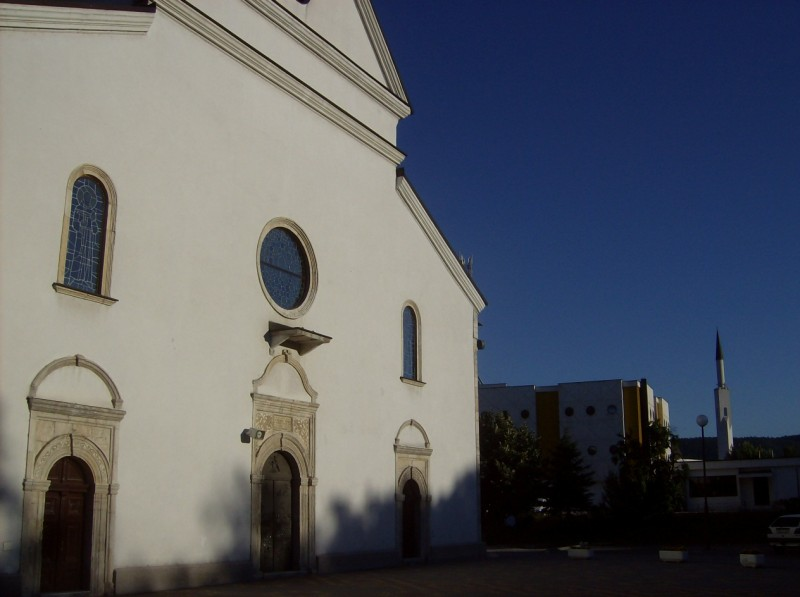
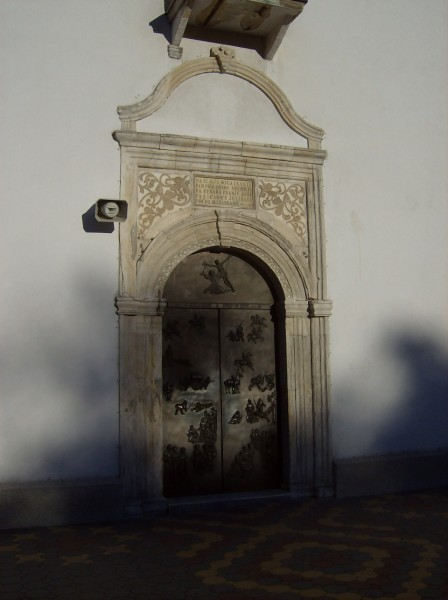

## Školství
V Bugojnu se nachází gymnázium. Sídlí v budově vybudované během rakousko-uherské okupace Bosny a Hercegoviny v pseudomaurském stylu.

## Sport
Místní fotbalový klub se jmenuje FK Iskra. Stadion Jaklići, kde fotbalový tým hraje, má kapacitu 12 000 míst.

## Známé osobnosti
- Edin Atić (nar. 1997), basketbalista
- Željko Bebek (nar. 1945), zpěvák
- Ivona Dadic (nar. 1993), rakouská sportovkyně
- Zenit Đozić (nar. 1961), herec a komik